# دومر (نيوهامشير)
دومر (بالإنجليزية: Dummer, New Hampshire)‏ هي بلدة أمريكية تقع في الولايات المتحدة في مقاطعة كوس (نيوهامشير). يقدر عدد سكانها بـ 304 نسمة ومساحتها 128.1 كم2 وترتفع عن سطح البحر 358 متر.